# Chester Erskine

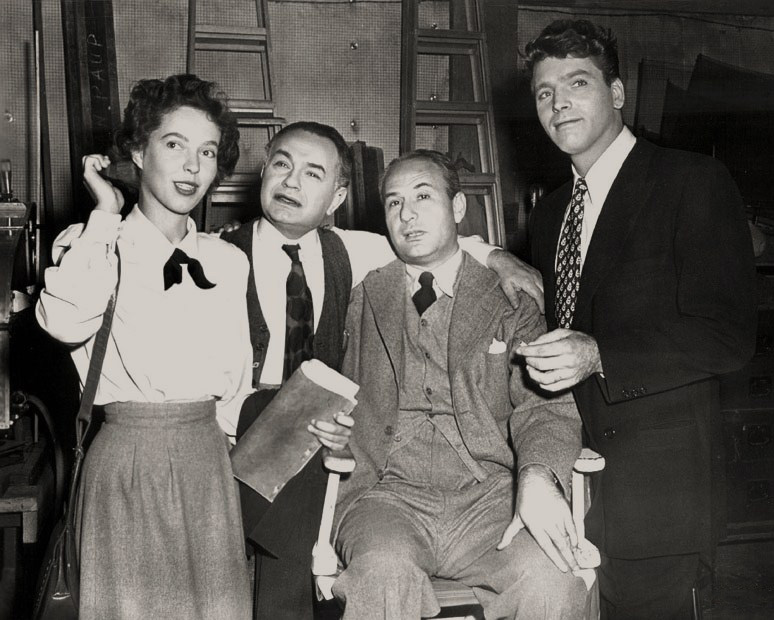
Von links nach rechts: Louisa Horton, Edward G. Robinson, Chester Erskine (Produzent) & Burt Lancaster auf dem Set von All my Sons (1948) – publicity still

Chester Erskine (* 29. November 1905 in Hudson, New York; † 7. April 1986 in Beverly Hills, Los Angeles, Kalifornien) war ein US-amerikanischer Drehbuchautor, Filmregisseur und Filmproduzent. International bekannt wurde er durch Filme wie Das Ei und ich, Alle meine Söhne, Engelsgesicht oder Androkles und der Löwe. Darüber hinaus war er in den 1920er, 1930er und 1940er Jahren auch als Theaterschauspieler, Theaterregisseur und Theaterproduzent tätig.

## Leben und Karriere
Chester Erskine wurde 1905 in Hudson im Bundesstaat New York geboren. Nachdem Erskine Mitte der 1920er Jahre eine Ausbildung als Schauspieler an der Union University in Tennessee erhielt, tourte er als Bühnendarsteller zuerst durch die Vereinigten Staaten, bevor er sich schließlich in New York niederließ, wo er mit der von ihm produzierten und geschriebenen Revue Harlem 1929 einen großen Erfolg feierte. Anschließend inszenierte und produzierte er in den darauffolgenden Jahren am Broadway verschiedene selbstverfasste Stücke, bevor er zu Beginn der 1930er Jahre, unterstützt vom Filmproduzenten und Regisseur Lewis Milestone erste Film-Erfahrungen in Hollywood bei dessen Kinoproduktion Rain sammelte. Bei dem Drama Call It Murder im Jahr 1934 führte er dann erstmals selbst Regie beim Film, wobei er nebenbei auch noch als Drehbuchautor und Produzent fungierte.
Nach dem Zweiten Weltkrieg verlagerte Erskine seinen Arbeitsschwerpunkt ganz nach Hollywood, wo er als Drehbuchautor, Regisseur und Produzent zahlreiche Filmprojekte betreute, unter anderem die Kinoproduktionen Das Ei und ich (1947), die Literaturverfilmung Alle meine Söhne (1948) mit Edward G. Robinson und Burt Lancaster, Engelsgesicht (1952) mit Robert Mitchum und Jean Simmons, Androkles und der Löwe (1952), Zeugin des Mordes (1954) oder Heiße Grenze (1959). Seine letzte Arbeit als Drehbuchautor stammt aus dem Jahr 1970 für Jean Negulescos Abenteuerfilm Die schmutzigen Helden von Yucca in der Besetzung Stuart Whitman, Elke Sommer und Curd Jürgens.
In seiner langen Karriere war Erskine hauptsächlich als Drehbuchautor tätig, führte aber auch selbst mehrere Male Regie und arbeitete darüber hinaus auch mehr als ein halbes Dutzend Mal als Filmproduzent. Am 7. April 1986 verstarb Chester Erskine im Alter von 80 Jahren in Beverly Hills, Kalifornien.

## Auszeichnungen
- 1949: Nominierung für den Writers Guild of America Award in der Kategorie Best Written American Drama für Alle meine Söhne
- 1949: Nominierung für den Writers Guild of America Award in der Kategorie The Robert Meltzer Award für Alle meine Söhne

## Filmografie (Auswahl)
| - 1933: Master of Men - 1934: Call It Murder - 1945: The Sailor Takes a Wife - 1947: Das Ei und ich (The Egg and I) - 1948: Alle meine Söhne (All My Sons) - 1949: Take One False Step - 1952: A Girl in Every Port - 1952: Die Schönste von New York (The Belle of New York) - 1952: Androkles und der Löwe (Androcles and the Lion) - 1952: Engelsgesicht (Angel Face) - 1953: Explosion in Nevada (Split Second) - 1954: Zeugin des Mordes (Witness to Murder) - 1956: Lux Video Theatre (Fernsehserie, 1 Episode) - 1956: TV Reader’s Digest (Fernsehserie, 1 Episode) - 1970: Die schmutzigen Helden von Yucca (The Invincible Six) - 1934: Call It Murder - 1936: Frankie and Johnnie - 1947: Das Ei und ich (The Egg and I) - 1949: Take One False Step - 1952: A Girl in Every Port - 1952: Androkles und der Löwe (Androcles and the Lion) - 1971: A Change in the Wind - 1972: Irish Whiskey Rebellion - 1934: Call It Murder - 1947: Das Ei und ich (The Egg and I) - 1948: Alle meine Söhne (All My Sons) - 1949: Take One False Step - 1954: Zeugin des Mordes (Witness to Murder) - 1955–1956: TV Reader’s Digest (Fernsehserie, 52 Episoden) - 1959: Heiße Grenze (The Wonderful Country) |